# دریاچه غازان
دریاچه غازان (روسی: озеро Хасан) یک دریاچه کوچک) در منطقه سرزمین پریمورسکی روسیه است.